# Daniela Rotolo
Daniela Rotolo (Anzio, 24 de junio de 1997) es una deportista italiana que compite en taekwondo. Ganó dos medallas de bronce en el Campeonato Europeo de Taekwondo, en los años 2016 y 2018.

## Palmarés internacional
| Campeonato Europeo | Campeonato Europeo | Campeonato Europeo | Campeonato Europeo |
| Año                | Lugar              | Medalla            | Categoría          |
| ------------------ | ------------------ | ------------------ | ------------------ |
| 2016               | Montreux (Suiza)   | Medalla de bronce  | –62 kg             |
| 2018               | Kazán (Rusia)      | Medalla de bronce  | –67 kg             |